# Recinte emmurallat d'Alcoi
El Recinte emmurallat d'Alcoi és un conjunt d'Alcoi (l'Alcoià) declarat Bé d'interès cultural.

## Descripció
En el recorregut de la muralla hi havia tres o quatre entrades i unes 14 torres. Al mur septentrional hi havia la torre de Riquer i la torre Nainça, i al sud la torre del Postic o Barbaana. Les torres eren de planta rectangular i feien entre 5 i 7 metres de lateral i de 10 a 12 metres d'altura. La muralla es va construir amb tàpies de terra i calç plenes de grava i a vegades també còdols. Entre les tàpies s'hi posava 5 cm de morter. A principi del segle XXI romanen pocs vestigis del que eren les muralles, només hi ha fragments dispersos i l'element més significatiu conservat és la Torre de Na Valora. Del segon recinte emmurallat, que va ser una ampliació del primer, es conserva la torre del Postic o Barbacana, juntament amb la Torre Naiça i la torre de Riquer.

## Història
Entre el segle X i el segle xi es va construir la muralla de l'Alcoi musulmà, excavada el 2018. Amb la signatura dels tractats d'Almisra del segle xiii amb Alfons de Castella, Jaume I s'assegurava la conquesta de les terres del sud del regne de València, entre Xàtiva i Múrcia. Després de la reconquesta Alcoi s'esmerça en construir un fort aparell defensiu al seu voltant. La primera de les construccions va ser una petita fortificació al camí de Múrcia, que es va anar reforçant. Entre 1256 i el principi del segle xiv la superfície interior tenia unes 3,2 hectàrees. Roger de Llúria decidí convertir-la a finals del segle xiii en un palau senyorial que des de mitjans del segle xiii fins a l'any 1835 es reconvertiria en un monestir de frares agustins. Després hi va haver dependències municipals i es procedí a la demolició al segle xx.